# Коста Тодоров (диригент)
Вижте пояснителната страница за други личности с името Коста Тодоров.
Коста Тодоров е български диригент, музикален педагог, доктор и създател на Варненското симфонично дружество.

## Биография
Роден е през 1886 г. във Варна. Завършва Варненската мъжка гимназия, а след това философия и музика във Вюрцбург. След завръщането си във България е учител по музика в Мъжката гимназия във Варна. През 1912 г. обединява инструменталистите в града и създава Варненското симфонично дружество. На 2 юни 1912 г. е изнесен първият концерт, в който участват солисти, мъжки хор, смесен хор, симфоничен оркестър с диригенти д-р Коста Тодоров, Виктор Гут и Юрдан Тодоров. През 1914 г. създава първия струнен квартет във Варна. По време на Първата световна война, заедно с Михаил Николов и Крум Малев, поставя оперетки с учениците от варненските прогимназии и оркестъра на Мъжката гимназия. Умира през 1947 г.